# Notación Steinhaus–Moser
En matemáticas, la notación Steinhaus–Moser es una notación para expresar números extremadamente grandes con seguridad. Es una extensión de la notación polígono de Steinhaus.

## Definiciones
un número n en un triángulo significa nn
 un número n en un cuadrado es equivalente a "el número n dentro de n triángulos, los cuales están todos anidados."
 un número en un pentágono es equivalente a "el número n dentro de n cuadrados, los cuales están todos anidados."
etc.: n escrito en un polígono de m lados es equivalente a "el número n dentro de n polígonos anidados de (m - 1) lados". En una serie de polígonos anidados, estos están asociados hacia adentro. El número n dentro de dos triángulos es equivalentes a nn dentro de un triángulo, el cual es equivalente a nn elevado a la potencia nn.
Steinhaus solo definió el triángulo, el cuadrado, y un círculo , el equivalente al pentágono definido anteriormente.

## Valores especiales
Moser definió:
- mega es el equivalente al número 2 en un pentagono:
- megiston es el equivalente al número 10 en un círculo: ⑩

El número de Moser es el número representado por "2 en un megagón", donde un megagón es un polígono con "mega" lados.
Notaciones alternativas:
- Utilizar la cuadrado de funciones(x) y triángulo(x)
- Dejar M(M(n, m, p), M(n, m, p), M(n, m, p)) ser el número representado por el número n en m anidado p cara polígonos; entonces las reglas son:
- Y
  - mega ={\displaystyle M(2,1,5)}
  - megagón ={\displaystyle M(10,1,5)}
  - moser ={\displaystyle M(2,1,M(2,1,5))}

## Mega
Un mega, ②, es ya un número muy grande, desde ② =
cuadrado(cuadrado(2)) = cuadrado(triángulo(triángulo(2))) =
cuadrado(triángulo(22)) = 
cuadrado(triángulo(4)) =
cuadrado(44) =
cuadrado(256) =
triángulo(triángulo(triángulo(...Triángulo(256)...)))  [256 triángulos] =
triángulo(triángulo(triángulo(...Triángulo(256256)...)))  [255 triángulos] ~
triángulo(triángulo(triángulo(...Triángulo(3.2 × 10616)...)))  [254 triángulos] =
...
Utilizando la otra notación:
mega = M(2,1,5) = M(256,256,3)
Con la función hemos mega = {\displaystyle f(x)=x^{x}}{\displaystyle f^{256}(256)=f^{258}(2)} dónde el superíndice denota un potencia funcional, no una potencia numérica.
Tenemos (nota la convención que las potencias están evaluadas de derechas a izquierdas):
- M(256,2,3) ={\displaystyle (256^{\,\!256})^{256^{256}}=256^{256^{257}}}
- M(256,3,3) = ≈{\displaystyle (256^{\,\!256^{257}})^{256^{256^{257}}}=256^{256^{257}\times 256^{256^{257}}}=256^{256^{257+256^{257}}}}{\displaystyle 256^{\,\!256^{256^{257}}}}

De modo parecido:
- M(256,4,3) ≈{\displaystyle {\,\!256^{256^{256^{256^{257}}}}}}
- M(256,5,3) ≈{\displaystyle {\,\!256^{256^{256^{256^{256^{257}}}}}}}

etc.
Así:
- mega = {\displaystyle M(256,256,3)\approx (256\uparrow )^{256}257}, dónde {\displaystyle (256\uparrow )^{256}} denota una potencia funcional de la función {\displaystyle f(n)=256^{n}}.

Redondeando más crudamente (reencuadradando el 257 al final por 256), conseguimos mega ≈ {\displaystyle 256\uparrow \uparrow 257}, utilizando la notación flecha de Knuth.
Después de los pocos pasos iniciales, el valor de es cada vez aproximadamente igual a {\displaystyle n^{n}}{\displaystyle 256^{n}}. De hecho, es incluso aproximadamente igual a {\displaystyle 10^{n}}. Utilizando base 10 poderes, conseguimos:
- {\displaystyle M(256,2,3)\approx 10^{\,\!1.99\times 10^{619}}} ({\displaystyle \log _{10}616} está añadido al 616)
- {\displaystyle M(256,3,3)\approx 10^{\,\!10^{1.99\times 10^{619}}}} ({\displaystyle 619} está añadido al {\displaystyle 1.99\times 10^{619}}, el cual es insignificante; por tanto justo un 10 está añadido en el inferior)

...
- mega = {\displaystyle M(256,256,3)\approx (10\uparrow )^{255}1.99\times 10^{619}}, dónde denota un poder funcional de la función {\displaystyle (10\uparrow )^{255}}{\displaystyle f(n)=10^{n}}. De ahí {\displaystyle 10\uparrow \uparrow 257<{\text{mega}}<10\uparrow \uparrow 258}

## Número de Moser
Ha sido probado que en la notación flecha encadenada de Conway,
{\displaystyle \mathrm {moser} <3\rightarrow 3\rightarrow 4\rightarrow 2,}
Y, en la notación flecha arriba de Knuth,
{\displaystyle \mathrm {moser} <f^{3}(4)=f(f(f(4))),{\text{ donde }}f(n)=3\uparrow ^{n}3.}
Por lo tanto, el número de Moser, a pesar de que es incomprensiblemente grande, es increíblemente pequeño comparado al número de Graham:
{\displaystyle \mathrm {moser} \ll 3\rightarrow 3\rightarrow 64\rightarrow 2<f^{64}(4)={\text{el número de Graham}}.}